# Rudare (Leskovac)
Rudare je naselje u gradu Leskovcu, Jablanički upravni okrug, Srbija. Prema popisu iz 2022. godine u Rudaru je živio 451 stanovnik. Ovdje se nalazi srednjovjekovni manastir Rudare.